# Religia w Legnicy
Religia w Legnicy – artykuł przedstawia historię działalności wspólnot wyznaniowych działających na terenie Legnicy.

## Katolicyzm

### Kościół rzymskokatolicki

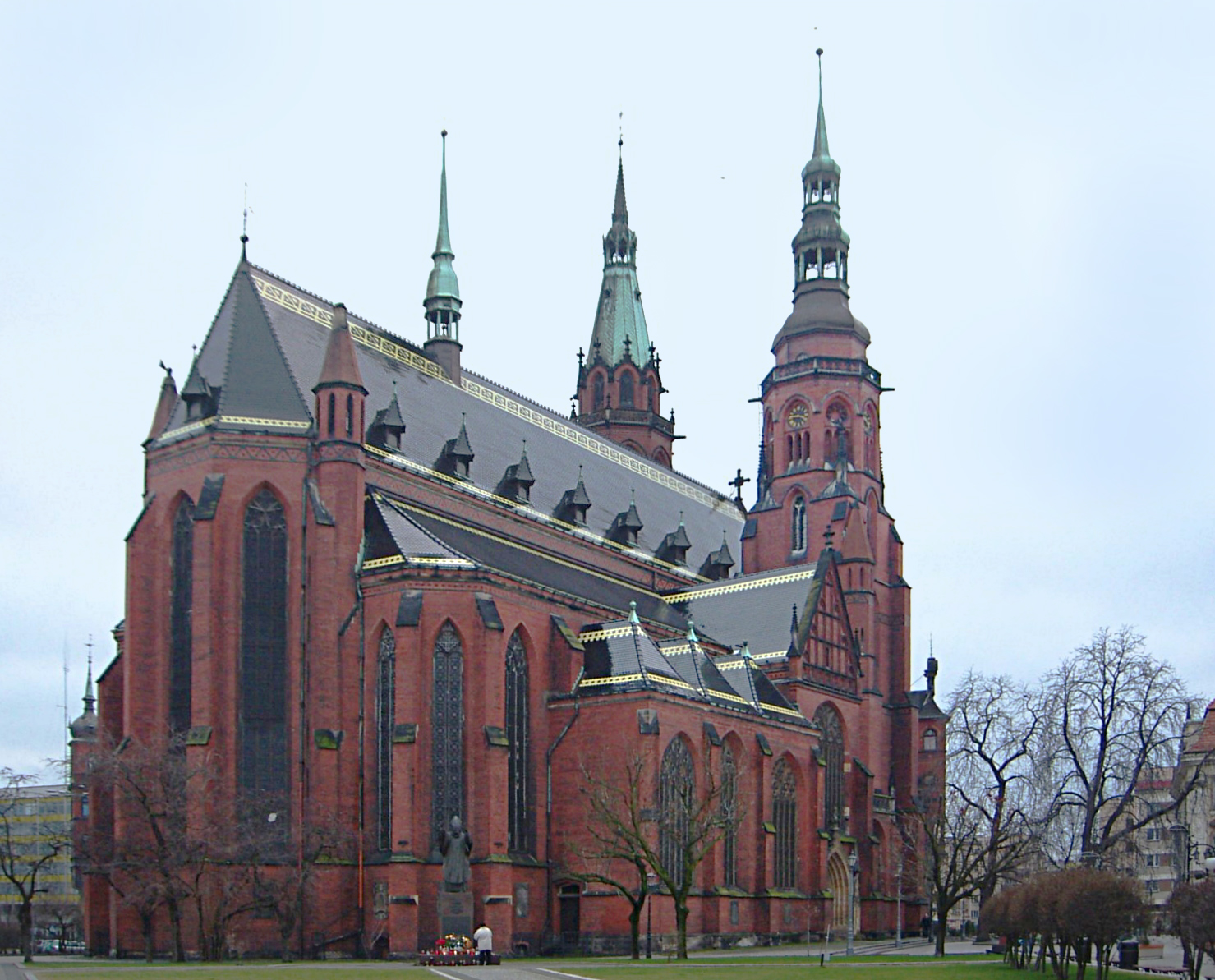
Katedra

Najbardziej rozwinięty w mieście jest Kościół rzymskokatolicki, posiadający 14 parafii skupionych w trzech dekanatach (Legnica Zachód, Legnica Wschód, Legnica Katedra). Poza świątyniami, w mieście działa katolicka administracja (Kuria Biskupia, Sąd Kościelny), szkolnictwo wyższe (Wyższe Seminarium Duchowne Diecezji Legnickiej, Papieski Wydział Teologiczny) oraz instytucje charytatywne (Caritas, dom dziecka, przychodnia zdrowia).
Obiekty sakralne:
- Kościół pw. Matki Bożej Częstochowskiej (os. Sienkiewicza),
- Kościół pw. Matki Bożej Królowej Polski (os. Kopernika),
- Kościół pw. Podwyższenia Krzyża Świętego (os. Piekary),
- Kościół pw. Najświętszego Serca Pana Jezusa (os. Piekary),
- Kościół pw. Św. Jacka (Kartuzy),
- Kościół pw. Jadwigi Śląskiej (Tarninów),
- Kościół pw. Jana Chrzciciela (Stare Miasto),
- Kościół pw. Joachima i Anny (Bielany),
- Kościół pw. Św. Józefa – Opiekuna Zbawiciela (Zosinek),
- Parafia Katedralna Św. Piotra i Pawła (Stare Miasto),
- Kościół pw. Świętej Rodziny (Przedmieście Głogowskie),
- Kościół pw. Św. Tadeusza Apostoła (os. Asnyka),
- Kościół pw. Św. Wojciecha (Bielany),
- Kościół pw. Trójcy Świętej (Kartuzy).

### Kościół Greckokatolicki w Polsce
Kościół greckokatolicki posiada nowy obiekt w pobliżu os.Kopernika, przy ul.Wrocławskiej.
Obiekty sakralne:
- Cerkiew greckokatolicka pw. Zaśnięcia NM Panny (os. Kopernika).

## Protestantyzm

### Kościół Ewangelicko-Augsburski

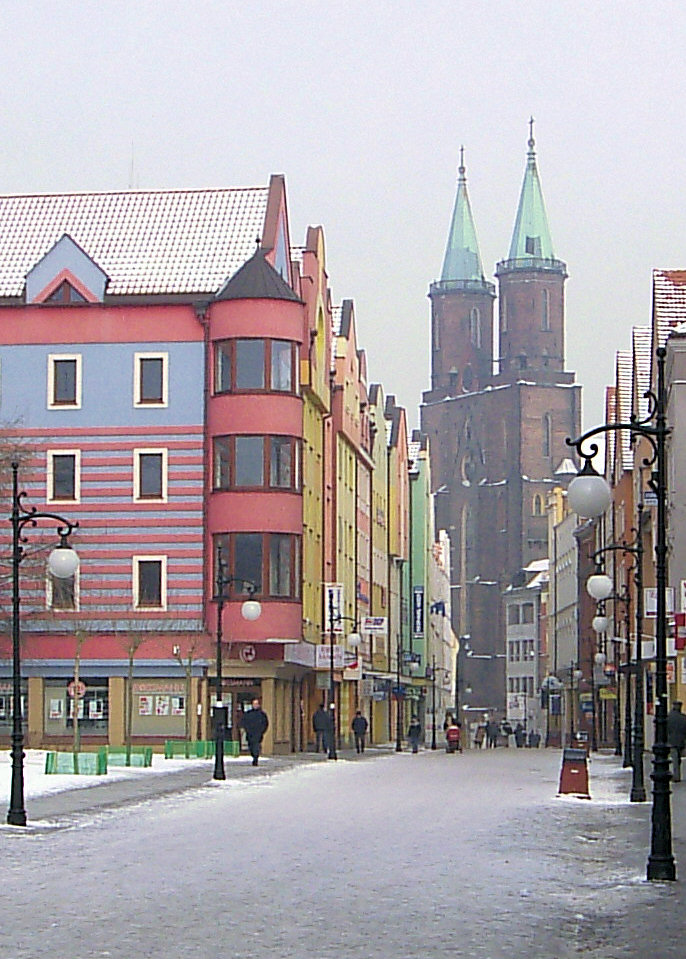
Kościół Maryi Panny

Pod Kościół Ewangelicko-Augsburski w RP podlega kościół Maryi Panny. Jest to najdłużej działający kościół ewangelicki w mieście (od czasów reformacji), wybudowany jako katolicki pod koniec XII w.
Obiekty sakralne:
- Kościół im. Najświętszej Marii Panny (Stare Miasto)

### Kościół Zielonoświątkowy
Kościół Zielonoświątkowy od kilkunastu lat posiada swój charakterystyczny obiekt na osiedlu Piekary oraz starszy, z XIX w. przy ul. Bolesława Chrobrego.
Obiekty sakralne:
- Zbór „Anastasis” (Kartuzy),
- Zbór (os. Piekary).

### Chrześcijańska Wspólnota Zielonoświątkowa
Nabożeństwa zboru Chrześcijańskiej Wspólnoty Zielonoświątkowej odbywają się przy ul. Sudeckiej.

### Kościół Boży w Chrystusie
Nabożeństwa zboru odbywają się na parterze kamienicy przy ul. Witelona.

### Kościół Adwentystów Dnia Siódmego
- zbór w Legnicy

Nabożeństwa zboru odbywają się na parterze kamienicy przy ul. Reymonta.

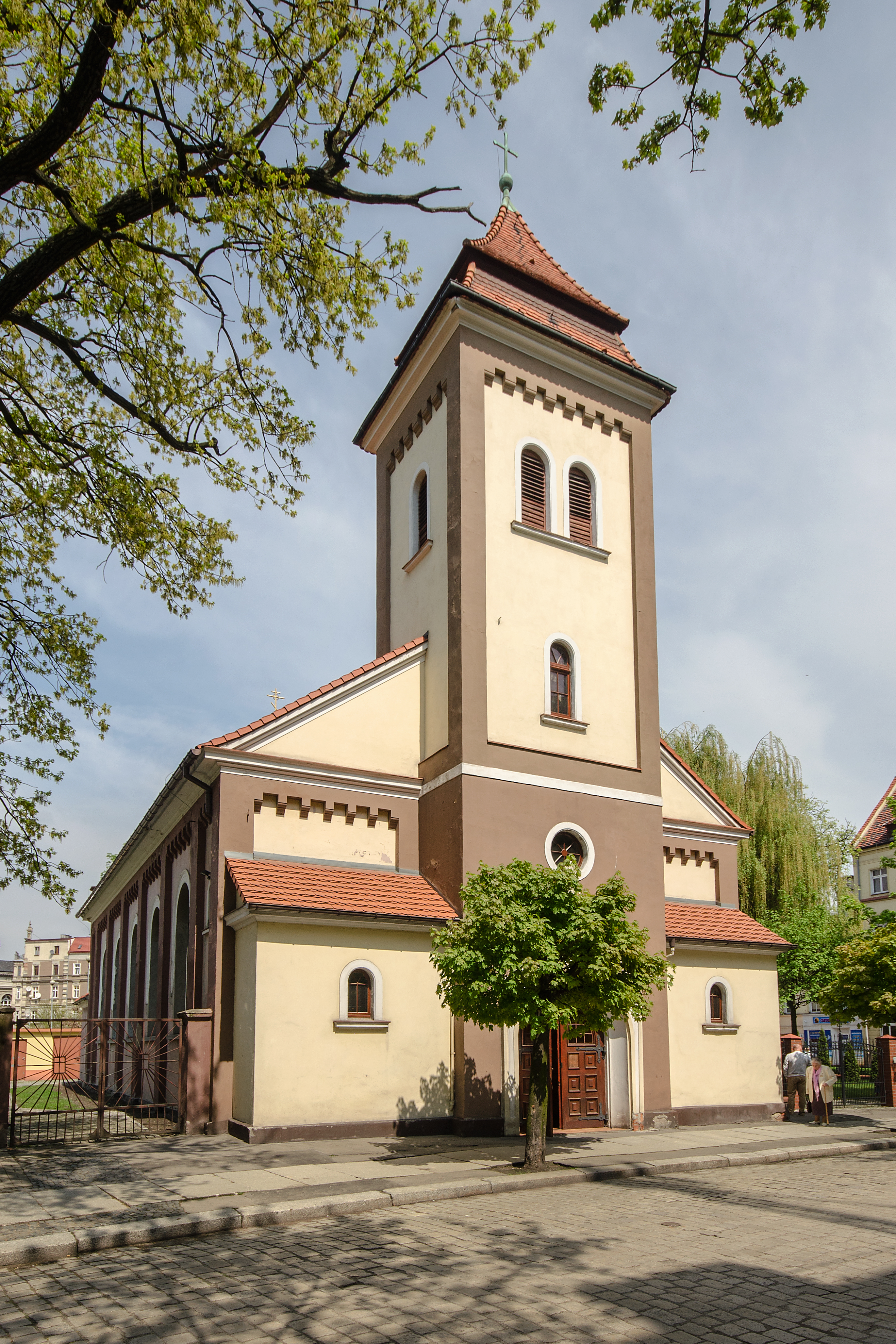
Cerkiew prawosławna Zmartwychwstania Pańskiego

## Prawosławie

### Polski Autokefaliczny Kościół Prawosławny
- Parafia Zmartwychwstania Pańskiego

Obiekt sakralny:
- Cerkiew pod wezwaniem Zmartwychwstania Pańskiego – dawny kościół ewangelicki z 1930, od 1975 parafialna cerkiew prawosławna (ul. Zofii Kossak 9)

## Judaizm

### Gmina Wyznaniowa Żydowska w Legnicy
Po 1945 roku w Legnicy odrodziła się Kongregacja Wyznania Mojżeszowego, którą w 1993 roku przekształcono w Gminę Wyznaniową Żydowską. Społeczność żydowska nie posiada w mieście wolno stojącej synagogi. Dom modlitwy znajduje się w zajmowanej przez Gminę części kamienicy przy ul. Chojnowskiej 12. Gmina administruje także cmentarzem, przy którym istnieje dom przedpogrzebowy.
Obiekty sakralne:
- dom przedpogrzebowy na cmentarzu żydowskim.
- dom modlitwy

## Świadkowie Jehowy
Świadkowie Jehowy – 6 zborów (Legnica-Centrum, Legnica-Południe, Legnica-Nadbrzeże, Legnica-Ukraiński, Legnica-Wschód, Legnica-Zachód) korzystających z kompleksu Sal Królestwa przy ul. Koskowickiej 55/55A.